# Lecanactis epileuca
Lecanactis epileuca är en lavart som först beskrevs av William Nylander och fick sitt nu gällande namn av Anders Tehler. 
Lecanactis epileuca ingår i släktet Lecanactis och familjen Roccellaceae. Inga underarter finns listade i Catalogue of Life.